# Albertville (Alabama)
Albertville è un comune degli Stati Uniti d'America situato nella contea di Marshall dello Stato dell'Alabama.